# Calopteryx dimidiata
Calopteryx dimidiata – gatunek ważki z rodziny świteziankowatych (Calopterygidae). Występuje na terenie Ameryki Północnej.